# Iberg bei Markershausen
Der Iberg bei Markershausen ist eine 434 m hohe Erhebung am südlichen Rand des Ringgau-Hochplateaus im nordhessischen Werra-Meißner-Kreis. Auf den flachgründigen Böden nehmen artenreiche Laubmischwälder mit einer reichen Bodenflora den größten Teil des Gebietes ein. Um diesen wertvollen Lebensraum, mit den hier lebenden Tier- und Pflanzenarten zu erhalten, wurde der Südwesthang im Jahr 1988 als Naturschutzgebiet ausgewiesen und seit 2008 ist er auch Teil eines Flora-Fauna-Habitat-Gebiets.
Die Reste von Felswänden, als Zeugen eines früheren Bergsturzes sowie eine 180 m lange und bis zu 30 m hohe Kalkfelswand im Schutzgebiet werden aus geowissenschaftlicher Sicht als bedeutsam betrachtet.
Der Name „Iberg“ ist von der Eibe abgeleitet und wie bei vielen anderen „Ibergen“ auch, bezeichnet der Name Wuchsorte der Eibe. Im Naturschutzgebiet ist sie noch als zweite Baumschicht unter Buchen zu finden. Eiben stehen heute unter besonderem Schutz, da ihr Bestand im Laufe der Jahrhunderte stark dezimiert wurde und sie zu den vom Aussterben bedrohten Arten zählen.

## Geografische Lage
Das Naturschutzgebiet befindet sich in den Gemarkungen der Ortsteile Markershausen und Archfeld der Gemeinde Herleshausen im südöstlichen Teil des Werra-Meißner-Kreises. Es gehört zum „Geo-Naturpark Frau-Holle-Land“.
Der Iberg liegt am südlichen Ausläufer des Ringgaus. Die Werra hat den Ringgau einst von seinem ursprünglichen Gesteinsverband der Muschelkalkplatten, die das Thüringer Becken umranden, getrennt und mit dem Ringgau einen sogenannten „Zeugenberg“ geschaffen. In seinem Zentrum wird er durch den tektonischen Grabenbruch der Netra-Ifta-Talung zerschnitten, der ihn in einen nördlichen und südlichen Bereich teilt. Naturräumlich wird der Iberg der Teileinheit „Südlicher Ringgau“ zugeordnet. Die Haupteinheit, „Nordwestliche Randplatte des Thüringer Beckens“, erstreckt sich hier, und im Bereich der Gobert und der Wanfrieder Werrahöhen, vom Nordwesten Thüringens bis nach Hessen.

## Unterschutzstellung
Mit Verordnung vom 6. Juli 1988 des Regierungspräsidium in Kassel wurde der Südwesthang des Iberges zum Naturschutzgebiet erklärt. Zweck der Unterschutzstellung war es, „den aus Kalkfelsfluren, Magerrasen, Kalk-Hangbuchenwäldern und geophytenreichen Laubmischwäldern bestehenden Bereich mit den hier lebenden, bestandsgefährdeten Tier-und Pflanzenarten zu erhalten und zu fördern“. Die Verordnung trat am Tage nach der Verkündung im Staatsanzeiger für das Land Hessen vom 15. August 1988 in Kraft. Das Naturschutzgebiet besitzt eine Größe von rund 32 Hektar, hat die nationale Kennung 1636016 und den WDPA-Code 163845.
Als eine von mehreren Teilflächen gehört das Naturschutzgebiet zu dem mehr als 1500 Hektar großem Flora-Fauna-Habitat-Gebiet „Wälder und Kalkmagerrasen der Ringgau Südabdachung“. In dem europaweiten Netz besonderer Schutzgebiete Natura 2000 hat es die Gebietsnummer 4926-305 und den WDPA-Code 555520292. Die naturschutzfachliche Bedeutung begründen die artenreichen Waldflächen auf Muschelkalk. Der „Waldmeister-Buchenwald“ bildet den Kern des FFH-Gebietes. Mit Hainsimsen- und Orchideen-Kalk-Buchenwäldern, Schlucht- und Hangmischwäldern und Labkraut-Eichen-Hainbuchenwäldern kommen weitere Lebensraumtypen der Wälder vor. Das Offenland prägen Flachland-Mähwiesen und orchideenreiche Kalktrockenrasen. Zu den besonders geschützten Arten gehören Luchs, Bechsteinfledermaus, Großes Mausohr und Gelbbauchunke.

## Natur

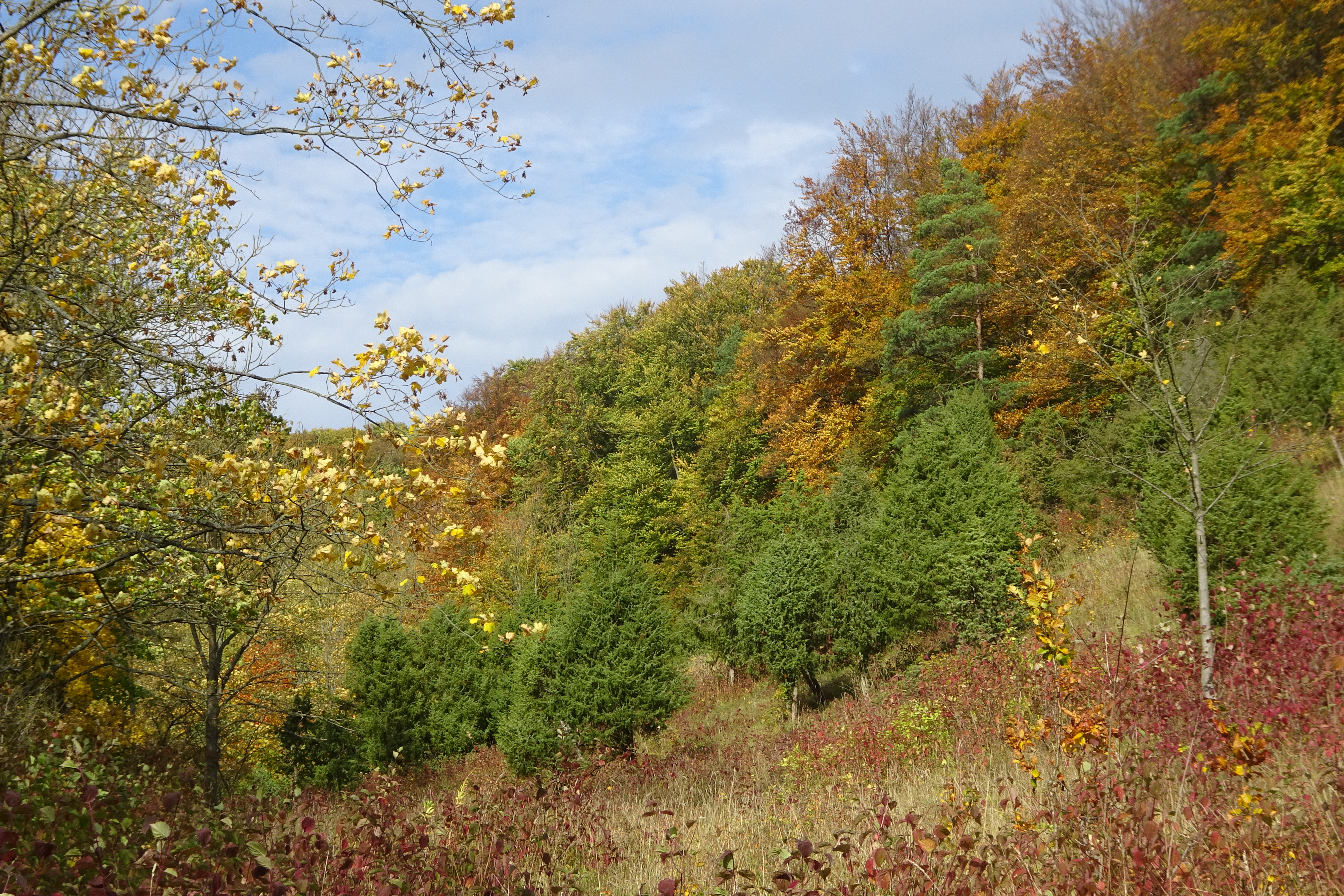
Im Kalkmagerrasen am Hangfuß prägt der ganzjährig grüne Wacholder das Landschaftsbild.

Der Südwesthang des Iberges bildet das Naturschutzgebiet, das sich über eine Höhenlage von 310 m bis 434 m erstreckt. Hier hat sich auf kalkhaltigem Gestein ein Orchideen-Buchenwald entwickelt, dessen artenreicher Unterwuchs auffällig viele Arten aufweist.
Zu den botanischen Besonderheiten des Iberges, die die Autoren Lothar und Sieglinde Nitsche in dem Buch „Naturschutzgebiete in Hessen“ auflisten, gehören die Vorkommen von Astloser und Ästiger Graslilie, Armblütiger Gänsekresse, Sichelblättrigem und Langblättrigem Hasenohr, Weißem und Rotem Waldvöglein, Berg-Kronwicke, Geflecktem Knabenkraut, Seidelbast, Braunroter Stendelwurz, Fransenenzian, Mücken-Händelwurz, Türkenbund-Lilie, Fichtenspargel, Nestwurz, Fliegen-Ragwurz, Purpur-Knabenkraut, Bitterer Kreuzblume und Wildbirne.
Unter den Pflanzen sind viele Frühjahrsgeophyten, die früh im Jahr, noch vor dem Ausschlagen der Bäume blühen und den Waldboden einfärben. Sie waren mit ausschlaggebend für die Ausweisung zum Naturschutzgebiet.
Mit einem Waldgersten-Buchenwald und einem Ahorn-Linden-Hangschuttwald sind zwei weitere naturnahe Lebensraumtypen der Wälder vorhanden, deren Bodenflora ebenfalls als sehr artenreich und gut ausgebildet angesehen wird.
In den Waldrandbereichen und in dem nach Südwesten ausgerichteten wärmebegünstigten Kalkmagerrasen wurden 38 verschiedene Tagfalter- und Widderchen-Arten beobachtet.

## Touristische Erschließung

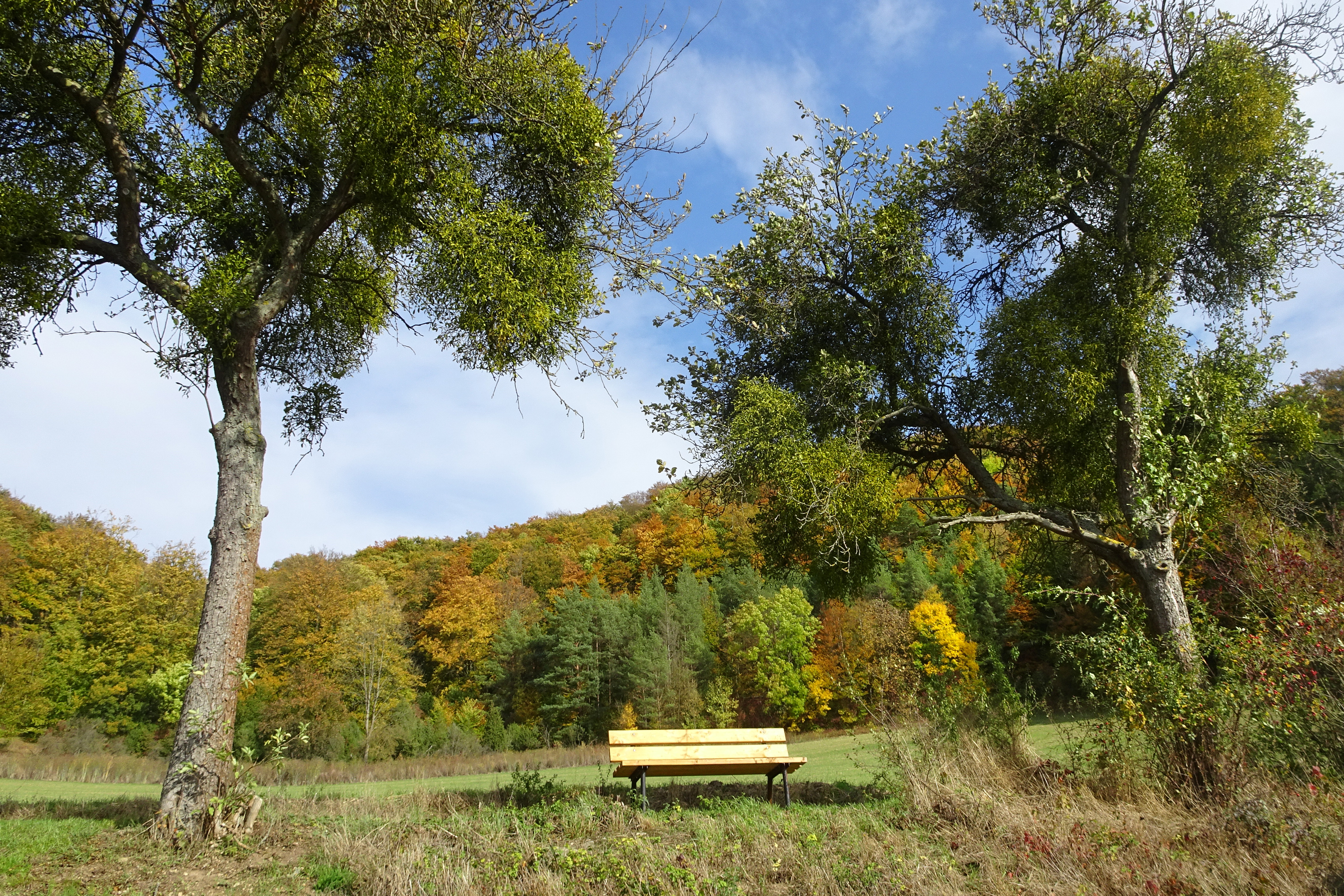
Unterhalb des Iberges verläuft ein Wirtschaftsweg mit Ruhebänken.

Das Schutzgebiet kann auf den vorhandenen Forst- und Wirtschaftswegen betreten werden. Der vom Deutschen Wanderverband mit dem Zertifikat „Qualitätsweg Wanderbares Deutschland“ ausgezeichnete Werra-Burgen-Steig Hessen verläuft auf dem Weg zwischen Altefeld nach Markershausen über den Iberg.